# La Terre appelle Mathilde
La Terre appelle Mathilde est une série dramatique de 6 épisodes de 12 minutes, créée par Anthony Coveney et Lélia Nevert, et diffusée depuis le 10 mai 2024 sur TV5 Unis.
La série a été officiellement sélectionnée comme finaliste dans la catégorie des séries courtes au festival international Canneseries. Seulement huit séries courtes ont été sélectionnées sur une centaine de projets.

## Synopsis
Mathilde est une adolescente qui admire Valentina Terechkova, qui est un modèle pour elle car elle a été la première femme à aller dans l’espace. Alors que l'adolescente essaie de fabriquer un prototype de fusée artisanale, elle a un accident, qui mène à l'amputation de son bras. La série montre son cheminement, dans un centre de réadaptation. On voit les personnages de son père, sa sœur, sa cochambreuse et les professionnels du centre essayer de l'aider à accepter sa nouvelle réalité.

## Distribution
- Éléonore Delvaux-Beaudoin : Mathilde
- Laurie Babin : Laurie-Anne, sœur
- Vitali Makarov : Danil, père
- Emma Bao Linh : Roxane
- Émile Dufour : Henri
- David-Emmanuel Jauniaux : David, concierge
- Hélène Durocher : Justine Iglesias, prothésiste
- Lélia Nevert : Dr Boisvert, psychologue
- Sylvain Jr. Giroux : Dr Johnson, chirurgien
- Mireille Métellus : Madame Marceline
- Marguerite Bouchard : Charlie, amie de Mathilde
- Laurence Laprise : Marilou, amie de Mathilde
- Stéphane Crête : Jean-Philippe Séguin, ergothérapeute
- Cam Poirier : Thomas Duprès, physiothérapeute
- Emylou Boitel : Joëlle, patiente
- Miko Nguyen-Cromp : Tao, patient
- Josée Laviolette : infirmière
- Jelena Djukic : Valentina Terechkova
- Georges Laraque : lui-même
- Guy Nadon : narrateur

## Production
En entrevue, le réalisateur explique l'origine du projet. Quelques années avant le tournage, sa mère a reçu un diagnostic d'une maladie neurodégénérative. Il a voulu partager une expérience similaire à l'écran.
Pendant le tournage, la comédienne qui joue Mathilde cachait son bras derrière son dos et ensuite, lorsque le personnage reçoit sa prothèse, l'équipe a utilisé une prothèse réelle.

### Fiche technique
- Titre original : La Terre appelle Mathilde
- Création :  Anthony Coveney et Lélia Nevert
- Réalisation :  Anthony Coveney
- Scénario :  Anthony Coveney et Lélia Nevert
- Musique : Blesse
- Direction artistique : Marie-Florence Gagnon
- Costumes : Juliette Leduc
- Photographie : Xavier Bossé, François Herquel
- Montage : Marianne Boucher
- Sociétés de production : Roméo & fils
- Production exécutive : Martin Henri, France-Aimy Tremblay
- Production : Jérémie Lafleur-Giasson, Félix Roberge
- Production au développement : Francis Corbeil-Savage
- Pays de production : Canada
- Langue originale : Français
- Genre : Comédie dramatique
- Nombre de saisons : 1
- Nombre d'épisodes : 6
- Durée : 12 minutes

## Épisodes
1. Détonation
2. Le Bras canadien
3. Biologie de l'évolution
4. C'est bon pour le moral
5. L'Effet papillon
6. Gravité 0

## Univers de la série

### Personnages
La série montre Mathilde qui, dès le départ, est fâchée parce que son accident chamboule son quotidien et son avenir. La série est ponctuée de moments où on nous montre ce qu'elle voit en rêve, soit elle-même avec son bras. Dès le premier épisode, le personnage de son père tente de lui donner un point de vue plus optimiste en lui disant que c'est le premier jour du reste de sa vie. Sa colocataire au centre de réadaptation s'appelle Roxane. À travers elle, on nous présente une autre façon de vivre la transition à la suite d'une amputation. Roxane s'affiche comme une personne très heureuse dans la journée, mais pleure toute la nuit.

## Accueil

### Nominations
- Compétition séries courtes, festival international Canneséries 2024 pour La Terre appelle Mathilde[5]
- Compétition officielle, New Jersey Web Fest 2024 pour La Terre appelle Mathilde[6]
- Meilleure comédie, meilleure réalisation, meilleur scénario, meilleure actrice dans une série canadienne, meilleure direction artistique, meilleurs effets visuels, meilleure série canadienne française, T.O. WEBFEST 2024 pour La Terre appelle Mathilde[7]
- Meilleure actrice dans une websérie internationale (Éléonore Delvaux-Beaudoin), NZ Web Fest 2024 pour La Terre appelle Mathilde[8]
- Meilleure série dramatique, Minnesota Web Fest 2024 pour La Terre appelle Mathilde[9]
- Réalisations exceptionnelles dans le domaine de l'éclairage, réalisations exceptionnelles dans le domaine du montage, meilleure réalisation cinématographique, meilleure actrice (Éléonore Delvaux-Beaudoin), meilleure websérie dans une langue étrangère, NYC Web Fest 2024 pour La Terre appelle Mathilde[10]
- Meilleure websérie dramatique, meilleure réalisation websérie dramatique, meilleure actrice dans une websérie dramatique (Éléonore Delvaux-Beaudoin), meilleure réalisation cinématographique, Rio Web Fest 2024 pour La Terre appelle Mathilde[11]
- Compétition officielle, Sydney Web Fest 2024 pour La Terre appelle Mathilde[12]